# صحيفة البعث
صحيفة البعث صحيفة يومية سورية، وهي الصحيفة الناطقة باسم حزب البعث العربي الاشتراكي الذي حكم الجمهورية العربية السورية منذ عام 1963 وحتى سقوط بشار الأسد عام 2024

## وصلات خارجية
- موقع الصحيفة